# Праджня
Праджня (санскр. प्रज्ञा или пали paññā) — буддийское понятие, обозначающее высшую трансцендентальную интуитивную просветлённую мудрость, в которой отсутствуют какие-либо признаки или качества. В буддизме считается, что праджню можно постигнуть лишь с помощью интуитивного прозрения и осознания, а не путём анализа. Праджня вместе с каруной являются главными «опорами» махаянской традиции.
В хинаянских школах праджня определялась как способность «распознавать дхармы», в махаянских — это «особая способность непосредственно воспринимать реальность, как она есть», называемая таковостью.
В буддизме раннего периода мудростью считалось интуитивное прозрение четырёх благородных истин и теории взаимозависимого возникновения. Также традиционно праджня включает в себя первые два этапа восьмеричного пути: правильное видение реальности и правильное намерение следовать дхарме.
В махаянских школах совершенная, пробуждённая или запредельная праджня носит название праджня-парамиты и является одной из шести парамит, доступных бодхисаттвам и буддам.
Символом праджни является колокольчик. В буддийской тантре праджня также выражается через женское божество, символизирующее «реальность как она есть» через пассивное состояние сознания.
Праджня, характеризующаяся как «исчерпывающее познание», является одним из двух видов знаний в буддизме. Вторым видом является виджняна — относительное и несовершенное дифференцированное знание, в котором есть понятия субъекта и объекта. Виджняна, согласно учению, не может дать человеку исчерпывающего удовлетворения .
Последователь может реализовать праджню с помощью осознавания (смрити), терпения (кшанти) и медитации (дхьяны). Шестой дзэнский патриарх Хуэйнэн в своей знаменитой Сутре помоста, являющейся важным текстом махаяны и одним из основополагающих текстов чань-буддизма, давал следующие рекомендации по нахождению праджни: «В каком бы месте, в какое бы время вы ни находились, ни одна мысль не должна замутнить вас, вот тогда вы и будете постоянно следовать праджне. Если хотя бы одна мысль замутила [ваш разум], то вся праджня разрушилась. Но если хотя бы одна мысль обрела мудрость, то тотчас родилась и [всеобщая] праджня».